# Helina maculosa
Helina maculosa este o specie de muște din genul Helina, familia Muscidae. A fost descrisă pentru prima dată de Walker în anul 1853. Conform Catalogue of Life specia Helina maculosa nu are subspecii cunoscute.